# Theo Nijland
Theo Nijland (Zeist, 14 mei 1954) is een Nederlandse componist, schrijver, theatermaker, performer, scenarist en acteur.

## Biografie
Samen met onder anderen Robert ten Brink (een goede vriend van hem) volgde hij de theaterschool van Amsterdam (AVK). Samen met Coen van Vrijberghe de Coningh en Han Oldigs zette hij The Shooting Party op, waarmee het drietal van 1987 tot 1997 muziekperformances maakte. De groep won de Annie M.G. Schmidt-prijs voor het beste Nederlandstalige theaterlied in 1995 met het nummer Kaal. Toen Van Vrijberghe de Coningh plotseling overleed, besloot Nijland solo verder te gaan.
Hij componeert muziek voor theater, film, televisie, commercials en radio, en schrijft liedteksten en columns. Verder werkte hij mee aan muziek voor onder anderen Brigitte Kaandorp, Mathilde Santing, Paul de Leeuw en Nynke Laverman. Voor het Nederlands Jeugd Strijkorkest schreef hij PACMAN’SNAPKIN.
De theatervoorstelling Masterclass was in 2008 en 2009 te zien in de theaters. Op 8 september 2008 maakte hij deel uit van De Bende Van Vier (Theo Nijland, Jeroen van Merwijk, Maarten van Roozendaal en Kees Torn) dat een eenmalig optreden verzorgde in De Kleine Komedie. De VARA maakte opnamen en zond het programma uit op tv. Tevens kwam er een DVD uit. (VARA 6301158).
De theatervoorstelling Mijn Leven Als Theo Nijland, een 2persoonsmusical, was in 2009 te zien in de theaters.

## Discografie
| Jaar | Titel                                                                          | Label                |
| ---- | ------------------------------------------------------------------------------ | -------------------- |
| 1991 | The Shooting Party (The Shooting Party)                                        | EMI 796 433 2        |
| 1991 | Bij Nader Inzien (Old Friends) (Soundtrack)                                    | VPRO CD 008          |
| 1992 | Op Afbetaling (Soundtrack)                                                     | VPRO CD 016          |
| 1993 | The Shooting Party In Concert - V.S.O.P. Tour '93/94 Live (The Shooting Party) | KIK 1954             |
| 1996 | Wildlive (The Shooting Party)                                                  | Patio Music PM 96132 |
| 1997 | Gaston's War (Soundtrack)                                                      | Basta 30 9067 2      |
| 1998 | Het Jaar Van De Opvolging (Soundtrack)                                         | Eigenwijs EW 9841    |
| 1998 | Greatest Hits - Live In De Kleine Komedie (The Shooting Party)                 | KIK SHOOTING 4       |
| 1999 | Verstand Van Weemoed                                                           | Basta 30 9096 2      |
| 2001 | Jij                                                                            | Basta 30 9116 2      |
| 2003 | Loenatik De Moevie (Soundtrack)                                                | Basta 30 9125 2      |
| 2004 | Praag                                                                          | Basta 30 9150 2      |
| 2008 | Masterclass                                                                    | Basta 30 9181 2      |
| 2012 | 't Begin van het Einde                                                         | Basta 30 9333 2      |
| 2016 | Desalniettemin                                                                 | Basta 30 9346 2      |
| 2019 | En de rest is onzin                                                            | Basta 30 9362 2      |

## Prijzen en nominaties
- In 1995 werd hij genomineerd voor de Vakprijs filmmuziek op het Nederlands Filmfestival
- Voor zijn liedje Kaal ontving hij in 1996 met de Shooting Party de Annie M.G. Schmidt-prijs voor het Beste Theaterlied van het seizoen 1995.
- In 1999 werd hij genomineerd voor de LIRA-prijs voor Beste Scenario.
- Zijn cd Masterclass werd in 2009 genomineerd voor de Edison Music Awards.
- In 2010 ontving hij wederom de Annie M.G. Schmidt-prijs, maar dit keer voor de muziek van het lied Lente van Brigitte Kaandorp.
- In 2015 ontving hij de Groenman-taalprijs uit handen van Petra Laseur.
- In 2019 werd de Poelifinario in de categorie Kleinkunst aan hem toegekend.